# Rajab (nome)
Rajab (in alfabeto arabo: رجب) è un nome proprio di persona arabo maschile.

## Varianti
- Maschile: Ragab

### Varianti in altre lingue
- Turco: Recep[1][2]

## Origine e diffusione
Il prenome riprende il sostantivo rajab, termine con cui si indica il settimo mese del calendario islamico e che significa letteralmente "rispetto".
Il corrispondente nome turco Recep (pron.: /redʒep/) era tra i 25-30 nomi più diffusi negli anni ottanta.

## Onomastico
Il nome Rajab è adespota, quindi l'onomastico cade il 1º novembre, giorno di Ognissanti.

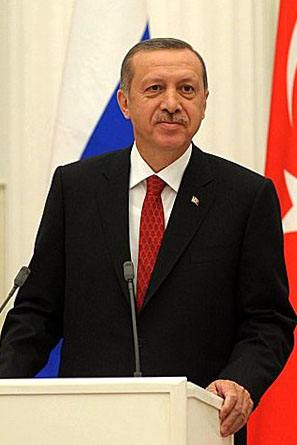
Recep Tayyip Erdoğan

## Persone

### Variante Recep
- Recep Çetin, allenatore di calcio ed ex-calciatore turco
- Recep Tayyip Erdoğan, politico turco